# Liste der Stolpersteine in Groningen

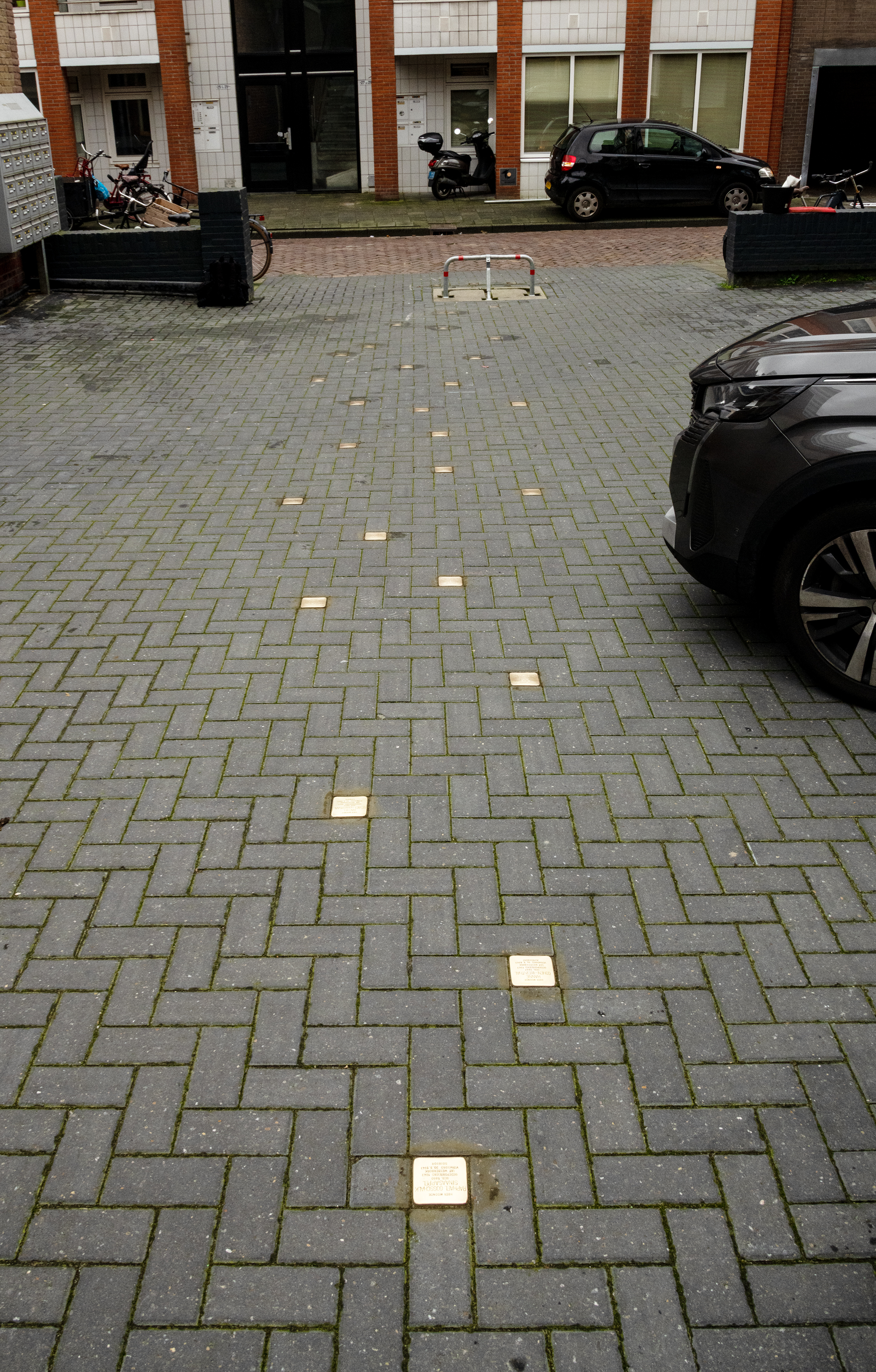
Stolperstein-Gruppe in Groningen

Die Liste der Stolpersteine in Groningen enthält die Stolpersteine in der Stadt Groningen, die an das Schicksal der Menschen erinnern, die im Nationalsozialismus ermordet, deportiert, vertrieben oder in den Suizid getrieben wurden. Die Tabelle erfasst insgesamt 167 Stolpersteine und ist teilweise sortierbar; die Grundsortierung erfolgt alphabetisch nach dem Familiennamen.

## Liste
| Bild | Person                               | Adresse und Koordinate () | Adresse und Koordinate ()       | Verlegedatum  | Information |
| ---- | ------------------------------------ | ------------------------- | ------------------------------- | ------------- | --- |
|      | Jan Stoffer Alberts                  | Groningen                 | Welt-Icon                       | vor 2024      | Jan Stoffer Alberts, geboren 1904; Widerstandskämpfer; inhaftiert am 9. September 1941 in Harpel; umgekommen am 3. Mai 1945 in der Lübecker Bucht                                  |
|      | Klaas Alberts                        | Groningen                 | Welt-Icon                       | vor 2024      | Klaas Alberts, geboren 1921; Widerstandskämpfer; inhaftiert am 8. November 1944; deportiert 1945 über das KZ Neuengamme; ermordet am 10. März 1945                                 |
|      | Izaak Bamberger                      | Groningen                 | Welt-Icon                       | vor 2024      | Izaak Bamberger, geboren 1871; deportiert 1943 über das Durchgangslager Westerbork; ermordet am 20. März 1943 im Vernichtungslager Sobibor                                         |
|      | Hugo Benima                          | Groningen                 | Welt-Icon                       | vor 2024      | Hugo Benima, geboren 1898; deportiert 1942 über das Durchgangslager Westerbork; ermordet am 5. Februar 1942 im KZ Oranienburg                                                      |
|      | Manfred Benima                       | Groningen                 | Welt-Icon                       | vor 2024      | Manfred Benima, geboren 1924; deportiert 1942 über das Durchgangslager Westerbork; ermordet am 28. Februar 1943 im KZ Auschwitz                                                    |
|      | Else Benima-Kamp                     | Groningen                 | Welt-Icon                       | vor 2024      | Else Benima-Kamp, geboren 1902; deportiert 1942 über das Durchgangslager Westerbork; ermordet am 5. November 1942 im KZ Auschwitz                                                  |
|      | Johanna Blok                         | Groningen                 | Welt-Icon                       | vor 2024      | Johanna Blok, geboren 1872; deportiert 1943 über das Durchgangslager Westerbork; ermordet am 20. März 1943 im Vernichtungslager Sobibor                                            |
|      | Samuel Blok                          | Groningen                 | Welt-Icon                       | vor 2024      | Samuel Blok, geboren 1861; deportiert; ermordet am 20. März 1943 im Vernichtungslager Sobibor                                                                                      |
|      | Coenraad Bohemen                     | Groningen                 | Welt-Icon                       | vor 2024      | Coenraad Bohemen, geboren 1897; deportiert 1942 über das Durchgangslager Westerbork; ermordet am 31. Januar 1943 im KZ Auschwitz                                                   |
|      | Johanna Bohemen                      | Groningen                 | Welt-Icon                       | vor 2024      | Johanna Bohemen, geboren 1922; deportiert 1942 über das Durchgangslager Westerbork; ermordet am 1. November 1942 im KZ Auschwitz                                                   |
|      | Salomon Bohemen                      | Groningen                 | Welt-Icon                       | vor 2024      | Salomon Bohemen, geboren 1924; deportiert 1942 über das Durchgangslager Westerbork; ermordet am 21. Oktober 1942 im KZ Auschwitz                                                   |
|      | Joël Bohemen                         | Groningen                 | Welt-Icon                       | vor 2024      | Joël Bohemen, geboren 1921; deportiert 1942 über das Durchgangslager Westerbork; ermordet am 30. Oktober 1942 im KZ Auschwitz                                                      |
|      | Henderika Bohemen-De Groot           | Groningen                 | Welt-Icon                       | vor 2024      | Henderika Bohemen-De Groot, geboren 1862; deportiert 1943 über das Durchgangslager Westerbork; ermordet am 20. März 1943 im Vernichtungslager Sobibor                              |
|      | Gretha Carla Bohemen-Meĳer           | Groningen                 | Welt-Icon                       | vor 2024      | Gretha Carla Bohemen-Meĳer, geboren 1921; deportiert 1942 über das Durchgangslager Westerbork; ermordet am 22. Oktober 1942 im KZ Auschwitz                                        |
|      | Rebecca Bohemen-Pezaro               | Groningen                 | Welt-Icon                       | vor 2024      | Rebecca Bohemen-Pezaro, geboren 1896; deportiert 1942 über das Durchgangslager Westerbork; ermordet am 12. Oktober 1942 im KZ Auschwitz                                            |
|      | Jan Albert Coenraad Meĳer            | Groningen                 | Welt-Icon                       | vor 2024      | Jan Albert Coenraad Meĳer, geboren 1919; Widerstandskämpfer, 1945 aus Groningen deportiert; ermordet am 20. Februar 1945 im KZ Neuengamme                                          |
|      | Hartog Daniel Cohen                  | Groningen                 | Welt-Icon                       | vor 2024      | Hartog Daniel Cohen, geboren 1883; deportiert 1942 über das Durchgangslager Westerbork; ermordet am 19. November 1942 im KZ Auschwitz                                              |
|      | Margot Cohen-Frankenstein            | Groningen                 | Welt-Icon                       | vor 2024      | Margot Cohen-Frankenstein, geboren 1921; deportiert 1942 über das Durchgangslager Westerbork; ermordet am 30. September 1942 im KZ Auschwitz                                       |
|      | Bertha Berta Johanna Cohen-Weinstein | Groningen                 | Welt-Icon                       | vor 2024      | Bertha Berta Johanna Cohen-Weinstein, geboren 1883; deportiert 1942 über das Durchgangslager Westerbork; ermordet am 19. November 1942 im KZ Auschwitz                             |
|      | Hanne Cohen-Weinstein                | Groningen                 | Welt-Icon                       | vor 2024      | Hanne Cohen-Weinthal, geboren 1867; deportiert 1943 über das Durchgangslager Westerbork; ermordet am 14. Januar 1943 im KZ Auschwitz                                               |
|      | Bloemina De Beer                     | Groningen                 | Welt-Icon                       | vor 2024      | Bloemina De Beer, geboren 1913; deportiert 1943 über das Durchgangslager Westerbork; ermordet am 20. März 1943 im Vernichtungslager Sobibor                                        |
|      | David De Beer                        | Groningen                 | 53.216431 6.564382              | vor 2024      | David De Beer, geboren 1863; deportiert 1942 über das Durchgangslager Westerbork; ermordet am 3. Dezember 1942 im KZ Auschwitz                                                     |
|      | Jacob De Groot                       | Groningen                 | Welt-Icon                       | vor 2024      | Jacob De Groot, geboren 1909; deportiert 1943 über das Durchgangslager Westerbork; ermordet am 31. März 1944 im KZ Auschwitz                                                       |
|      | Sophia De Groot-Van Hasselt          | Groningen                 | Welt-Icon                       | vor 2024      | Sophia De Groot-Van Hasselt, geboren 1912; deportiert 1943 über das Durchgangslager Westerbork; ermordet am 22. Oktober 1943 im KZ Auschwitz                                       |
|      | Anne De Jong                         | Groningen                 | Welt-Icon                       | vor 2024      | Anne De Jong, geboren 1906; Widerstandskämpfer; verhaftet am 6. Februar 1945; im KZ Neuengamme am 15. März 1945; umgekommen am 3. Mai 1945 in der Lübecker Bucht                   |
|      | Joël De Lange                        | Jan van Goyenstraat 2     | 53.217367359892 6.5448150429685 | 11. Juli 2021 | Joël de Lange, geboren 1871; deportiert 1942; ermordet am 26. Oktober 1942 im KZ Auschwitz                                                                                         |
|      | Simon De Lange                       | Jan van Goyenstraat 2     | 53.217367359892 6.5448150429685 | 11. Juli 2021 | Simon de Lange, geboren 1916; deportiert 1942; ermordet am 31. März 1944 in Mitteleuropa                                                                                           |
|      | Rika De Lange-Oudgenoeg              | Jan van Goyenstraat 2     | 53.217367359892 6.5448150429685 | 11. Juli 2021 | Rika de Lange-Oudgenoeg, geboren 1922; deportiert 1942; ermordet am 26. Oktober 1942 im KZ Auschwitz                                                                               |
|      | Maria De Lange-Wolff                 | Jan van Goyenstraat 2     | 53.217367359892 6.5448150429685 | 11. Juli 2021 | Maria de Lange-Wolff, geboren 1880; deportiert 1942; ermordet am 26. Oktober 1942 im KZ Auschwitz                                                                                  |
|      | Maurits De Levie                     | Groningen                 | Welt-Icon                       | vor 2024      | Maurits De Levie, geboren 1863; deportiert 1943 über das Durchgangslager Westerbork; ermordet am 20. März 1943 im Vernichtungslager Sobibor                                        |
|      | Sientje Denneboom-Lehmans            | Groningen                 | Welt-Icon                       | vor 2024      | Sientje Denneboom-Lehmans, geboren 1872; deportiert 1943 über das Durchgangslager Westerbork; ermordet am 14. Mai 1943 im Vernichtungslager Sobibor                                |
|      | Siemon Henri De Vries                | Groningen                 | Welt-Icon                       | vor 2024      | Siemon Henri De Vries, geboren 1890; deportiert 1943 über das Durchgangslager Westerbork; ermordet am 9. Juli 1943 im Vernichtungslager Sobibor                                    |
|      | Dientje De Vries-Bas                 | Groningen                 | Welt-Icon                       | vor 2024      | Dientje De Vries-Bas, geboren 1888; deportiert 1943 über das Durchgangslager Westerbork; ermordet am 9. Juli 1943 im Vernichtungslager Sobibor                                     |
|      | Barend (Bobby) De Wilde              | Folkingestraat 17         | 53.216046760519 6.564360395778  | 16. Nov. 2016 | Barend (Bobby) De Wilde, geboren 1940; deportiert 1943; ermordet am 9. Juli 1943                                                                                                   |
|      | Meĳer (Max) De Wilde                 | Folkingestraat 17         | 53.216046760519 6.564360395778  | 16. Nov. 2016 | Meĳer (Max) De Wilde, geboren 1908; deportiert 1943; ermordet am 9. Juli 1943 |
|      | Rahel (Sjennie) De Wilde-Van Straten | Folkingestraat 17         | 53.216046760519 6.564360395778  | 16. Nov. 2016 | Rahel (Sjennie) De Wilde-Van Straten, geboren 1910; deportiert 1943; ermordet am 9. Juli 1943                                                                                      |
|      | Reint Albartus Dĳkema                | Groningen                 | Welt-Icon                       | vor 2024      | Reint Albartus Dĳkema, geboren 1920; Widerstandskämpfer; verhaftet am 4. Juni 1944; hingerichtet am 22. August 1944 im KZ Herzogenbusch (Vught)                                    |
|      | Ares G. Dĳkstra                      | Groningen                 | Welt-Icon                       | vor 2010      | Ares G. Dĳkstra, geboren 1919; Widerstandskämpfer; verhaftet am 10. November 1944 im Gefängnis Groningen; erhängt am 21. Februar 1945 im KZ Neuengamme                             |
|      | Cornelis Yno George Dĳsterhuis       | Groningen                 | Welt-Icon                       | vor 2024      | Cornelis Yno George Dĳsterhuis, geboren 1921; Widerstandskämpfer („loyal“); verhaftet 1944 in Amsterdam; hingerichtet am 11. Oktober 1944 in Wormerveer                            |
|      | Pieter Heertje Dĳsterhuis            | Groningen                 | Welt-Icon                       | vor 2024      | Pieter Heertje Dĳsterhuis, geboren 1881; Widerstandskämpfer („OD“); verhaftet 1944 in Groningen; hingerichtet am 12. Oktober 1944 im Durchgangslager Westerbork                    |
|      | Hendrik J. Droppers                  | Anna Paulownastraat 26    | 53.207257939785 6.5754075711102 | vor 2010      | Hendrik J. Droppers, geboren 1918; Widerstandskämpfer; inhaftiert am 11. November 1944 im Gefängnis Groningen; ermordet am 9. März 1945 im KZ Neuengamme                           |
|      | Frouke Elisabeth Duitz               | Groningen                 | Welt-Icon                       | vor 2024      | Frouke Elisabeth Duitz, geboren 1942; deportiert 1943 über das Durchgangslager Westerbork; ermordet am 12. Februar 1943 im KZ Auschwitz                                            |
|      | Louis Duitz                          | Groningen                 | Welt-Icon                       | vor 2024      | Louis Duitz, geboren 1902; deportiert 1943 über das Durchgangslager Westerbork; ermordet am 12. Februar 1943 im KZ Auschwitz                                                       |
|      | Sedje Duitz-Frank                    | Groningen                 | Welt-Icon                       | vor 2024      | Sedje Duitz-Frank, geboren 1904; deportiert 1943 über das Durchgangslager Westerbork; ermordet am 12. Februar 1943 im KZ Auschwitz                                                 |
|      | Salomon Eckstein                     | Groningen                 | Welt-Icon                       | vor 2024      | Salomon Eckstein, geboren 1872; deportiert 1943 über das Durchgangslager Westerbork; ermordet am 20. März 1943 im Vernichtungslager Sobibor                                        |
|      | Lina Eckstein-Leviet                 | Groningen                 | Welt-Icon                       | vor 2024      | Lina Eckstein-Leviet, geboren 1868; deportiert 1943 über das Durchgangslager Westerbork; ermordet am 20. März 1943 im Vernichtungslager Sobibor                                    |
|      | Hedwig Eisemann-Löbenstein           | Groningen                 | Welt-Icon                       | vor 2024      | Hedwig Eisemann-Löbenstein, geboren 1886; deportiert 1942 über das Durchgangslager Westerbork in das KZ Auschwitz; weiteres Schicksal unbekannt                                    |
|      | Abraham Engers                       | Groningen                 | Welt-Icon                       | vor 2024      | Abraham Engers, geboren 1883; deportiert 1943; ermordet am 12. Oktober 1942 im KZ Auschwitz                                                                                        |
|      | Ruth Engers                          | Groningen                 | Welt-Icon                       | vor 2024      | Ruth Engers, geboren 1925; deportiert 1942 über das Durchgangslager Westerbork; ermordet am 12. Oktober 1942 im KZ Auschwitz                                                       |
|      | Else Engers-De Vries                 | Groningen                 | Welt-Icon                       | vor 2024      | Else Engers-De Vries, geboren 1899; deportiert 1942 über das Durchgangslager Westerbork; ermordet am 12. Oktober 1942 im KZ Auschwitz                                              |
|      | Aron Frank                           | Jozef Israëlsstraat 25    | 53.216615193821 6.5542413895255 | 5. Mai 2021   | Aron Frank, geboren 1919; deportiert 1944; ermordet am 14. März 1945 im KZ Bergen-Belsen                                                                                           |
|      | Henri Frank                          | Groningen                 | Welt-Icon                       | 5. Mai 2021   | Henri Frank, geboren 1864; interniert am 11. März 1943; deportiert am 17. März 1943 über das Durchgangslager Westerbork; ermordet am 20. März 1943 im Vernichtungslager Sobibor    |
|      | Mathilde Frank                       | Groningen                 | Welt-Icon                       | 5. Mai 2021   | Mathilde Frank, geboren 1873; interniert am 11. März 1943; deportiert am 17. März 1943 über das Durchgangslager Westerbork; ermordet am 20. März 1943 im Vernichtungslager Sobibor |
|      | Simon Frank                          | Jozef Israëlsstraat 25    | 53.216615193821 6.5542413895255 | 5. Mai 2021   | Simon Frank, geboren 1894; deportiert 1944; ermordet am 16. März 1945 im KZ Bergen-Belsen                                                                                          |
|      | Betje Frank-Keizer                   | Jozef Israëlsstraat 25    | 53.216615193821 6.5542413895255 | 5. Mai 2021   | Betje Frank-Keizer, geboren 1890; deportiert 1944; ermordet am 31. Mai 1945 im KZ Bergen-Belsen                                                                                    |
|      | Arent Gans                           | Groningen                 | Welt-Icon                       | vor 2024      | Arent Gans, geboren 1895; deportiert 1943 über die Het Apeldoornsche Bosch; ermordet am 25. Januar 1943 im KZ Auschwitz                                                            |
|      | Ludwig Gans                          | Groningen                 | Welt-Icon                       | vor 2024      | Ludwig Gans, geboren 1926; deportiert 1942 über das Durchgangslager Westerbork; ermordet am 31. März 1944 in Mitteleuropa                                                          |
|      | Simon Levi Gans                      | Groningen                 | Welt-Icon                       | vor 2024      | Simon Levi Gans, geboren 1922; deportiert 1942 über das Durchgangslager Westerbork; ermordet am 7. Februar 1945 im KZ Groß-Rosen                                                   |
|      | Kornelia Gans-Visser                 | Groningen                 | Welt-Icon                       | vor 2024      | Kornelia Gans-Visser, geboren 1888; deportiert 1942 über das Durchgangslager Westerbork; ermordet am 26. Oktober 1942 im KZ Auschwitz                                              |
|      | Jacoba Gelder-Van Der Hak            | Groningen                 | Welt-Icon                       | vor 2024      | Jacoba Gelder-Van Der Hak, geboren 1858; deportiert 1943 über das Durchgangslager Westerbork; ermordet am 20. März 1943 im Vernichtungslager Sobibor                               |
|      | Jozef Gerzon                         | Groningen                 | Welt-Icon                       | vor 2024      | Jozef Gerzon, geboren 1857; deportiert 1944 über das Durchgangslager Westerbork; ermordet am 12. Januar 1945 im KZ Bergen-Belsen                                                   |
|      | Frederik Goslinski                   | Groningen                 | Welt-Icon                       | vor 2024      | Frederik Goslinski, geboren 1904; deportiert 1942 über das Durchgangslager Westerbork; ermordet am 28. Februar 1943 im KZ Auschwitz                                                |
|      | Pauline Rosette Goslinski            | Groningen                 | Welt-Icon                       | vor 2024      | Pauline Rosette Goslinski, geboren 1938; deportiert 1942 über das Durchgangslager Westerbork; ermordet am 22. Oktober 1943 im KZ Auschwitz                                         |
|      | Simon Goslinski                      | Groningen                 | Welt-Icon                       | vor 2024      | Simon Goslinski, geboren 1935; deportiert 1942 über das Durchgangslager Westerbork; ermordet am 22. Oktober 1943 im KZ Auschwitz                                                   |
|      | Sibylla Goslinski-Herz               | Groningen                 | Welt-Icon                       | vor 2024      | Sibylla Goslinski-Herz, geboren 1913; deportiert 1942 über das Durchgangslager Westerbork; ermordet am 22. Oktober 1942 im KZ Auschwitz                                            |
|      | Bertha Grünberg                      | Groningen                 | 53.216373 6.564283              | 28. Juni 2018 | Bertha Grünberg, geboren 1909; deportiert 1942; ermordet am 3. Dezember 1942 im KZ Auschwitz                                                                                       |
|      | Abraham Philip Goudsmit              | Groningen                 | Welt-Icon                       | vor 2024      | Abraham Philip Goudsmit, geboren 1853; deportiert 1943; ermordet am 26. März 1943 im Vernichtungslager Sobibor                                                                     |
|      | Helena Goudsmit                      | Groningen                 | Welt-Icon                       | vor 2024      | Helena Goudsmit, geboren 1884; deportiert 1943 über das Durchgangslager Westerbork; ermordet am 20. März 1943 im Vernichtungslager Sobibor                                         |
|      | Joseph Goudsmit                      | Groningen                 | Welt-Icon                       | vor 2024      | Joseph Goudsmit, geboren 1938; deportiert 1942 über das Durchgangslager Westerbork; ermordet am 21. November 1942 im KZ Auschwitz                                                  |
|      | Maurits Goudsmit                     | Groningen                 | Welt-Icon                       | vor 2024      | Maurits Goudsmit, geboren 1889; deportiert 1942 über das Durchgangslager Westerbork; ermordet am 22. Oktober 1942 im KZ Auschwitz                                                  |
|      | Carlina Goudsmit-De Groot            | Groningen                 | Welt-Icon                       | vor 2024      | Carlina Goudsmit-De Groot, geboren 1862; deportiert 1943 über das Durchgangslager Westerbork; ermordet am 20. März 1943 im Vernichtungslager Sobibor                               |
|      | Henderina Goudsmit-Van Gelder        | Groningen                 | Welt-Icon                       | vor 2024      | Henderina Goudsmit-Van Gelder, geboren 1905; deportiert 1942 über das Durchgangslager Westerbork; ermordet am 23. November 1943 im KZ Auschwitz                                    |
|      | Izaäk Gudema                         | Westersingel 20           | 53.217037899415 6.5568131188123 | 5. Mai 2021   | Izaäk Gudema, geboren 1903; deportiert 1942; ermordet am 31. Januar 1943 im KZ Auschwitz                                                                                           |
|      | Rosetta Sophia Gudema                | Westersingel 20           | 53.217037899415 6.5568131188123 | 5. Mai 2021   | Rosetta Sophia Gudema, geboren 1937; deportiert 1942 in das Durchgangslager Westerbork; ermordet am 12. November 1942 im KZ Auschwitz                                              |
|      | Betje Gudema-De Levie                | Groningen                 | Welt-Icon                       | vor 2024      | Betje Gudema-De Levie, geboren 1869; deportiert 1942; ermordet am 12. Oktober 1942 im KZ Auschwitz                                                                                 |
|      | Bertha Gudema-Van den Berg           | Westersingel 20           | 53.217037899415 6.5568131188123 | 5. Mai 2021   | Bertha Gudema-Van den Berg, geboren 1913; deportiert 1942; ermordet am 12. Oktober 1942 im KZ Auschwitz                                                                            |
|      | Martin Hammerschlag                  | Groningen                 | Welt-Icon                       | vor 2024      | Martin Hammerschlag, geboren 1898; deportiert 1942 über das Durchgangslager Westerbork; ermordet am 31. März 1944 im KZ Auschwitz                                                  |
|      | Jan J. Hoeder                        | Anna Paulownastraat 26    | 53.207257136567 6.5754089122146 | vor 2010      | Jan J. Hoeder, geboren 1920; Widerstandskämpfer; inhaftiert am 10. November 1944 im Gefängnis Groningen; erhängt am 21. Februar 1945 im KZ Neuengamme                              |
|      | Froukje Israël-Van Os                | Groningen                 | Welt-Icon                       | vor 2024      | Froukje Israël-Van Os, geboren 1877; interniert 1943 in das Durchgangslager Westerbork; ermordet am 7. Juni 1943                                                                   |
|      | Jacob Ariaan Jacobs                  | Groningen                 | Welt-Icon                       | vor 2024      | Jacob Ariaan Jacobs, geboren 1931; deportiert 1943 über das Durchgangslager Westerbork; ermordet am 26. März 1943 im Vernichtungslager Sobibor                                     |
|      | Herbert Philip Joseph                | Groningen                 | Welt-Icon                       | vor 2024      | Herbert Philip Joseph, geboren 1923; deportiert 1943 über das Durchgangslager Westerbork; ermordet am 16. Juli 1943 im Vernichtungslager Sobibor                                   |
|      | Hillechien Kampion                   | Groningen                 | Welt-Icon                       | vor 2024      | Hillechien Kampion, geboren 1876; deportiert 1943 über das Durchgangslager Westerbork; ermordet am 20. März 1943 im Vernichtungslager Sobibor                                      |
|      | Hartog Abraham Kisch                 | Groningen                 | Welt-Icon                       | vor 2024      | Hartog Abraham Kisch, geboren 1874; deportiert 1943 über das Durchgangslager Westerbork; ermordet am 26. März 1943 im Vernichtungslager Sobibor                                    |
|      | Jacob Salomon Kisch                  | Groningen                 | Welt-Icon                       | vor 2024      | Jacob Salomon Kisch, geboren 1875; deportiert 1943 über das Durchgangslager Westerbork; ermordet am 20. März 1943 im Vernichtungslager Sobibor                                     |
|      | Betje Kisch-Van Straten              | Groningen                 | Welt-Icon                       | vor 2024      | Betje Kisch-Van Straten, geboren 1887; deportiert 1943 in das Durchgangslager Westerbork; ermordet am 26. März 1943 im Vernichtungslager Sobibor                                   |
|      | Willem Klaassen                      | Groningen                 | Welt-Icon                       | vor 2024      | Willem Klaassen, geboren 1922; Widerstandskämpfer; inhaftiert im August 1944 im Durchgangslager Amersfoort; am 28. November 1944 hingerichtet in Aurich                            |
|      | Jakob Koning                         | Groningen                 | Welt-Icon                       | vor 2024      | Jakob Koning, geboren 1922; inhaftiert; am 21. Juni 1943 aufgrund der Zwangsarbeit in Dresden umgekommen                                                                           |
|      | Harmen Koopmans                      | Anna Paulownastraat 26    | 53.207257538176 6.5754082416624 | vor 2010      | Harmen Koopmans, geboren 1920; Widerstandskämpfer; inhaftiert am 10. November 1944 im Gefängnis Zwolle; hingerichtet am 8. März 1945 im Woeste Hoeve                               |
|      | Jan Lever                            | Groningen                 | Welt-Icon                       | vor 2024      | Jan Lever, geboren 1922; Widerstandskämpfer; ermordet am 21. Juli 1944 in Eenum |
|      | Jan Pieter Lever                     | Groningen                 | Welt-Icon                       | vor 2024      | Jan Pieter Lever, geboren 1914; Widerstandskämpfer („LO“); inhaftiert am 22. Januar 1945; interniert am 19. März 1945 im KZ Neuengamme; befreit, unterlegen                        |
|      | Daniël Levie                         | Groningen                 | Welt-Icon                       | vor 2024      | Daniël Levie, geboren 1918; 1942 deportiert über das Camp de transit de Pithiviers; ermordet am 5. August 1942 im KZ Auschwitz                                                     |
|      | Rachel Leviet-Hoogstraal             | Groningen                 | Welt-Icon                       | vor 2024      | Rachel Leviet-Hoogstraal, geboren 1856; 1943 deportiert über das Durchgangslager Westerbork; ermordet am 16. April 1943 im Vernichtungslager Sobibor                               |
|      | Joost Levĳ                           | Groningen                 | Welt-Icon                       | vor 2024      | Joost Levĳ, geboren 1869; 1943 deportiert über das Durchgangslager Westerbork; ermordet am 20. März 1943 im Vernichtungslager Sobibor                                              |
|      | Josephine Ligtenstein                | Groningen                 | Welt-Icon                       | vor 2024      | Josephine Ligtenstein, geboren 1887; deportiert 1943 über das Durchgangslager Westerbork; ermordet am 20. März 1943 im Vernichtungslager Sobibor                                   |
|      | Mozes Ligtenstein                    | Groningen                 | Welt-Icon                       | vor 2024      | Mozes Ligtenstein, geboren 1868; deportiert 1943 über das Durchgangslager Westerbork; ermordet am 20. März 1943 im Vernichtungslager Sobibor                                       |
|      | Moritz Lĳon                          | Groningen                 | Welt-Icon                       | vor 2024      | Moritz Lĳon, geboren 1863; deportiert 1944 über das Durchgangslager Westerbork; ermordet am 28. Januar 1944 im KZ Auschwitz                                                        |
|      | Hulda Lïjon-Pinkus                   | Groningen                 | Welt-Icon                       | vor 2024      | Hulda Lïjon-Pinkus, geboren 1875; interniert über das Durchgangslager Westerbork; tot am 27. November 1943                                                                         |
|      | Cornelis Mattheus Luteĳn             | Groningen                 | Welt-Icon                       | vor 2024      | Cornelis Mattheus Luteĳn, geboren 1921; am 21. Juni 1943 aufgrund der Zwangsarbeit im KZ-Außenlager Wittenberge umgekommen                                                         |
|      | Ibertus Magnus                       | Groningen                 | Welt-Icon                       | vor 2024      | Ibertus Magnus, geboren 1917; verhaftet am 2. November 1941; deportiert 1942; ermordet am 25. März 1942 im KZ Buchenwald                                                           |
|      | Louis Meĳer                          | Groningen                 | Welt-Icon                       | vor 2024      | Louis Meĳer, geboren 1885; deportiert 1942 über das Durchgangslager Westerbork; ermordet am 17. Oktober 1942 im KZ Auschwitz                                                       |
|      | Louise (Liesje) Meĳer                | Groningen                 | Welt-Icon                       | vor 2024      | Louise (Liesje) Meĳer, geboren 1913; deportiert 1942 über das Durchgangslager Westerbork; ermordet am 19. Oktober 1942 im KZ Auschwitz                                             |
|      | Nathan Izak Meĳer                    | Groningen                 | Welt-Icon                       | vor 2024      | Nathan Izak Meĳer, geboren 1867; deportiert 1943 über das Durchgangslager Westerbork; ermordet am 20. März 1943 im Vernichtungslager Sobibor                                       |
|      | Eva Meĳer-Nieweg                     | Groningen                 | Welt-Icon                       | vor 2024      | Eva Meĳer-Nieweg, geboren 1887; deportiert 1942 über das Durchgangslager Westerbork; ermordet am 19. Oktober 1942 im KZ Auschwitz                                                  |
|      | Denis C.B. Mesritz                   | Groningen                 | Welt-Icon                       | vor 2024      | Denis C.B. Mesritz, geboren 1919; Widerstandskämpfer; verhaftet am 16. Mai 1944; ermordet am 19. März 1945 in Rathenow                                                             |
|      | Rosalie Mozes                        | Groningen                 | Welt-Icon                       | vor 2024      | Rosalie Mozes, geboren 1903; deportiert 1943 über das KZ Herzogenbusch (Vught); ermordet am 9. Juli 1943 im Vernichtungslager Sobibor                                              |
|      | Casper Antonius Johannes Naber       | Groningen                 | Welt-Icon                       | vor 2024      | Casper Antonius Johannes Naber, geboren 1906; Widerstandskämpfer; am 9./10. November 1944 im Scholtenhuis inhaftiert, am 11. November 1944 Suizid begangen                         |
|      | Abraham Moses Neis                   | Groningen                 | Welt-Icon                       | vor 2024      | Abraham Moses Neis, geboren 1929; deportiert 1942; ermordet am 5. November 1942 im KZ Auschwitz                                                                                    |
|      | Springe Neis                         | Groningen                 | Welt-Icon                       | vor 2024      | Springe Neis, geboren 1927; deportiert 1943 über das Durchgangslager Westerbork; ermordet am 10. September 1943 im KZ Auschwitz                                                    |
|      | Bernard Lambertus Nienhuis           | Westerhaven 5             | 53.215262080082 6.5562606877289 | 21. Mai 2021  | Bernard Lambertus Nienhuis, geboren 1912; deportiert 1942; als Widerstandskämpfer hier am 1. Januar 1945 erschossen                                                                |
|      | Jannes Noorman                       | Anna Paulownastraat 26    | 53.207257939785 6.5754075711102 | vor 2010      | Jannes Noorman, geboren 1905; Widerstandskämpfer; inhaftiert am 10. November 1944 im Gefängnis Groningen; erhängt am 21. Februar 1945 im KZ Neuengamme                             |
|      | Pieter Oosterlee                     | Groningen                 | Welt-Icon                       | vor 2024      | Pieter Oosterlee, geboren 1920; Widerstandskämpfer; verhaftet am 22. Oktober 1944, ermordet am 23. Oktober 1944 bei einem Fluchtversuch im Nationalpark De Biesbosch               |
|      | Benjamin Pais                        | Groningen                 | Welt-Icon                       | vor 2024      | Benjamin Pais, geboren 1915; verhaftet am 31. Dezember 1942, deportiert 1944 über das Durchgangslager Westerbork; ermordet am 1. März 1945 im KZ Bergen-Belsen                     |
|      | Marcus Pais                          | Groningen                 | Welt-Icon                       | vor 2024      | Marcus Pais, geboren 1935; deportiert 1944 über das Durchgangslager Westerbork; ermordet am 11. Februar 1944 im KZ Auschwitz                                                       |
|      | Philip M. B. Pais                    | Groningen                 | Welt-Icon                       | vor 2024      | Philip M. B. Pais, geboren 1939; deportiert 1944 über das Durchgangslager Westerbork; ermordet am 11. Februar 1944 im KZ Auschwitz                                                 |
|      | Raphaël Izaak Pais                   | Groningen                 | Welt-Icon                       | vor 2024      | Raphaël Izaak Pais, geboren 1906; deportiert 1944 über das Durchgangslager Westerbork; ermordet am 11. Februar 1944 im KZ Auschwitz                                                |
|      | Dora Pais-Denneboom                  | Groningen                 | Welt-Icon                       | vor 2024      | Dora Pais-Denneboom, geboren 1902; deportiert 1944 in das Durchgangslager Westerbork; ermordet am 11. Februar 1944 im KZ Auschwitz                                                 |
|      | Amalie Irene Poons                   | Wassenberghstraat 10      | 53.218271332596 6.5522600661775 | 29. Mai 2021  | Amalie Irene Poons, geboren 1939; deportiert 1944; ermordet am 14. Oktober 1944 im KZ Auschwitz                                                                                    |
|      | Lion Poons                           | Wassenberghstraat 10      | 53.218271332596 6.5522600661775 | 29. Mai 2021  | Lion Poons, geboren 1906; deportiert 1944; ermordet am 2. Februar 1944 in Mitteleuropa                                                                                             |
|      | Renée Elisabeth Poons                | Wassenberghstraat 10      | 53.218271332596 6.5522600661775 | 29. Mai 2021  | Renée Elisabeth Poons, geboren 1934; deportiert 1944; ermordet am 14. Oktober 1944 im KZ Auschwitz                                                                                 |
|      | Mina Poons-Cohen                     | Wassenberghstraat 10      | 53.218271332596 6.5522600661775 | 29. Mai 2021  | Mina Poons-Cohen, geboren 1905; deportiert 1944; ermordet am 14. Oktober 1944 im KZ Auschwitz                                                                                      |
|      | Henri Rots                           | Groningen                 | Welt-Icon                       | 29. Mai 2021  | Henri Rots, geboren 1898; Widerstandskämpfer; verhaftet am 16. Oktober 1944 im Scholtenhuis; hingerichtet am 28. Oktober 1944 im Durchgangslager Westerbork                        |
|      | Izaäk Schaap                         | Groningen                 | Welt-Icon                       | 29. Mai 2021  | Izaäk Schaap, geboren 1920; deportiert 1942 über das Durchgangslager Westerbork; ermordet am 31. März 1944 in Mitteleuropa                                                         |
|      | Levie Daniël Schaap                  | Groningen                 | Welt-Icon                       | 29. Mai 2021  | Levie Daniël Schaap, geboren 1886; deportiert 1943 über das Durchgangslager Westerbork; ermordet am 20. März 1943 im Vernichtungslager Sobibor                                     |
|      | Frouwke Schaap-Dalsheim              | Groningen                 | Welt-Icon                       | 29. Mai 2021  | Frouwke Schaap-Dalsheim, geboren 1884; deportiert 1943 über das Durchgangslager Westerbork; ermordet am 20. März 1943 im Vernichtungslager Sobibor                                 |
|      | Rebekka Simmeren-Meĳer               | Groningen                 | Welt-Icon                       | vor 2024      | Rebekka Simmeren-Meĳer, geboren 1859; 1943 deportiert über das Durchgangslager Westerbork; ermordet am 16. April 1943 im Vernichtungslager Sobibor                                 |
|      | Andrias Simons                       | Groningen                 | Welt-Icon                       | vor 2024      | Andrias Simons, geboren 1861; deportiert; ermordet am 26. März 1943 im Vernichtungslager Sobibor                                                                                   |
|      | Raphael Gosschalk Sinaasappel        | Groningen                 | Welt-Icon                       | vor 2024      | Raphael Gosschalk Sinaasappel, geboren 1860; deportiert 1943 über das Durchgangslager Westerbork; ermordet am 20. März 1943 im Vernichtungslager Sobibor                           |
|      | Cornelis Spaans                      | Groningen                 | Welt-Icon                       | vor 2024      | Cornelis Spaans, geboren 1922; Widerstandskämpfer; verhaftet 1942 in Scheveningen; ermordet am 24. Juni 1943 in Leusden                                                            |
|      | Aron Stoppelman                      | Groningen                 | Welt-Icon                       | vor 2024      | Aron Stoppelman, geboren 1871; deportiert; ermordet am 20. März 1943 im Vernichtungslager Sobibor                                                                                  |
|      | Mina Ten Brink-de Levie              | Groningen                 | Welt-Icon                       | vor 2024      | Mina Ten Brink-de Levie, geboren 1871; deportiert 1943 über das Durchgangslager Westerbork; ermordet am 20. März 1943 im Vernichtungslager Sobibor                                 |
|      | Tonnis Teninga                       | Groningen                 | Welt-Icon                       | vor 2024      | Tonnis Teninga, geboren 1922; Beschäftigung verweigert; verhaftet am 21. August 1944 in Rotterdam; ermordet am 13. Dezember 1944 im KZ Bergen-Belsen                               |
|      | Bertha Thalheimer                    | Groningen                 | Welt-Icon                       | vor 2024      | Bertha Thalheimer, geboren 1864; deportiert 1943 über das Durchgangslager Westerbork; ermordet am 20. März 1943 im Vernichtungslager Sobibor                                       |
|      | Johanna Thalheimer-Marx              | Groningen                 | Welt-Icon                       | vor 2024      | Johanna Thalheimer-Marx, geboren 1867; deportiert; ermordet am 20. März 1943 im Vernichtungslager Sobibor                                                                          |
|      | Pieter Leendert Van Andel            | Groningen                 | Welt-Icon                       | vor 2024      | Pieter Leendert Van Andel, geboren 1918; am 23. Juli 1944 aufgrund der Zwangsarbeit in Berlin umgekommen                                                                           |
|      | Roosje Van Coevorden                 | Groningen                 | Welt-Icon                       | vor 2024      | Roosje Van Coevorden, geboren 1874; deportiert 1942 über das Durchgangslager Westerbork; ermordet am 12. Oktober 1942 im KZ Auschwitz                                              |
|      | Aron Benjamin Van Dam                | Groningen                 | Welt-Icon                       | vor 2024      | Aron Benjamin Van Dam, geboren 1892; deportiert 1942 über das Durchgangslager Westerbork; ermordet am 28. Februar 1943 im KZ Auschwitz                                             |
|      | Roosje Van Dam                       | Groningen                 | Welt-Icon                       | vor 2024      | Roosje Van Dam, geboren 1885; deportiert 1943 über das Het Apeldoornsche Bosch; ermordet am 25. Januar 1943 im KZ Auschwitz                                                        |
|      | Roelof K. Van den Bergh              | Groningen                 | Welt-Icon                       | vor 2024      | Roelof K. Van den Bergh, geboren 1920; Widerstandskämpfer; verhaftet am 25. Juni 1944; ermordet am 29. Juli 1944 im KZ Herzogenbusch (Vught)                                       |
|      | Meĳer Van Der Reis                   | Groningen                 | Welt-Icon                       | vor 2024      | Meĳer Van Der Reis, geboren 1870; deportiert 1943 in das Durchgangslager Westerbork; ermordet am 20. März 1943 im Vernichtungslager Sobibor                                        |
|      | Hessel Van Der Zee                   | Groningen                 | Welt-Icon                       | vor 2024      | Hessel Van Der Zee, geboren 1918; Widerstandskämpfer; inhaftiert am 3. Juni 1944 in Groningen; hingerichtet am 22. August 1944 im KZ Herzogenbusch (Vught)                         |
|      | Gerrit Van Duinen                    | Groningen                 | Welt-Icon                       | vor 2024      | Gerrit Van Duinen, geboren 1916; verhaftet; am 6. Mai 1945 aufgrund der Zwangsarbeit im Hildesheim umgekommen                                                                      |
|      | Aäron Van Gelder                     | Groningen                 | Welt-Icon                       | vor 2024      | Aäron van Gelder, geboren 1893; deportiert 1942 über das Durchgangslager Westerbork; ermordet am 28. Februar 1943 im KZ Auschwitz                                                  |
|      | Adolf Alexander Van Gelder           | Groningen                 | Welt-Icon                       | vor 2024      | Adolf Alexander van Gelder, geboren 1934; deportiert 1942; ermordet am 23. November 1942 im KZ Auschwitz                                                                           |
|      | Rebecka Sophie Van Gelder            | Groningen                 | Welt-Icon                       | vor 2024      | Rebecka Sophie Van Gelder, geboren 1924; deportiert 1942 über das Durchgangslager Westerbork; ermordet am 23. November 1942 im KZ Auschwitz                                        |
|      | Salomon Van Gelder                   | Groningen                 | Welt-Icon                       | vor 2024      | Salomon Van Gelder, geboren 1863; deportiert 1943 über das Durchgangslager Westerbork; ermordet am 20. März 1943 im Vernichtungslager Sobibor                                      |
|      | Sara Jettie Van Gelder               | Groningen                 | Welt-Icon                       | vor 2024      | Sara Jettie Van Gelder, geboren 1929; deportiert 1942 über das Durchgangslager Westerbork; ermordet am 23. November 1942 im KZ Auschwitz                                           |
|      | Sophia Van Gelder                    | Groningen                 | Welt-Icon                       | vor 2024      | Sophia Van Gelder, geboren 1865; deportiert 1942 über das Durchgangslager Westerbork; ermordet am 9. November 1942 im KZ Auschwitz                                                 |
|      | Marianne Van Gelder-Seligmann        | Groningen                 | Welt-Icon                       | vor 2024      | Marianne van Gelder-Seligmann, geboren 1893; deportiert 1942 über das Durchgangslager Westerbork; ermordet am 23. November 1942 im KZ Auschwitz                                    |
|      | Adriaan Van Haeringen                | Groningen                 | Welt-Icon                       | vor 2024      | Adriaan van Haeringen, geboren 1918; verhaftet am 23. September 1944 in Balkbrug; ermordet am 23. September 1944 in Avereest                                                       |
|      | Jantje Van Hasselt                   | Groningen                 | Welt-Icon                       | vor 2024      | Jantje Van Hasselt, geboren 1872; deportiert 1943 über das Durchgangslager Westerbork; ermordet am 20. März 1943 im Vernichtungslager Sobibor                                      |
|      | Elisabeth Van Hasselt-Walg           | Groningen                 | Welt-Icon                       | vor 2024      | Elisabeth Van Hasselt-Walg, geboren 1885; deportiert 1942 über das Durchgangslager Westerbork; ermordet am 9. November 1942 im KZ Auschwitz                                        |
|      | Eduard Van Messel                    | Groningen                 | Welt-Icon                       | vor 2024      | Eduard Van Messel, geboren 1884; deportiert 1942 über das Durchgangslager Westerbork; ermordet am 22. Oktober 1942 im KZ Auschwitz                                                 |
|      | Susanna Van Messel                   | Groningen                 | Welt-Icon                       | vor 2024      | Susanna Van Messel, geboren 1873; deportiert 1943 über das Durchgangslager Westerbork; ermordet am 23. Juli 1943 im Vernichtungslager Sobibor                                      |
|      | Will Van Rossum                      | Groningen                 | Welt-Icon                       | vor 2024      | Will Van Rossum, geboren 1924; inhaftiert am 3. Mai 1943; ermordet am 4. Mai 1943 in Hoogezand                                                                                     |
|      | Bertha Van Stratum-Meĳer             | Groningen                 | Welt-Icon                       | vor 2024      | Bertha Van Stratum-Meĳer, geboren 1867; deportiert 1942 über das Durchgangslager Westerbork; ermordet am 20. März 1943 im Vernichtungslager Sobibor                                |
|      | Victor Van Zanten                    | Groningen                 | Welt-Icon                       | vor 2024      | Victor Van Zanten, geboren 1872; deportiert 1943 über das Durchgangslager Westerbork; ermordet am 17. September 1943 im KZ Auschwitz                                               |
|      | Martha Vissel                        | Groningen                 | Welt-Icon                       | vor 2024      | Martha Vissel, geboren 1872; deportiert 1943 über das Durchgangslager Westerbork; ermordet am 20. März 1943 im Vernichtungslager Sobibor                                           |
|      | Heinz David Wolff                    | Groningen                 | Welt-Icon                       | vor 2024      | Heinz David Wolff, geboren 1930; deportiert 1944 über das Durchgangslager Westerbork; ermordet am 24. Januar 1945 im KZ Dachau                                                     |
|      | Max David Wolff                      | Groningen                 | Welt-Icon                       | vor 2024      | Max David Wolff, geboren 1899; deportiert 1944 über das Durchgangslager Westerbork; ermordet am 5. Dezember 1944 im KZ-Außenlagerkomplex Kaufering                                 |
|      | Wilhelm Wolff                        | Groningen                 | Welt-Icon                       | vor 2024      | Wilhelm Wolff, geboren 1865; interniert; ermordet am 29. April 1943 |
|      | Margot Zerline Wolff-Cohn            | Groningen                 | Welt-Icon                       | vor 2024      | Margot Zerline Wolff-Cohn, geboren 1907; deportiert 1944 über das Durchgangslager Westerbork; ermordet 1944 (Vermisst)                                                             |
|      | Samuel Woltjer                       | Folkingestraat 41         | 53.215444526061 6.5647436357625 | 16. Nov. 2016 | Samuel Woltjer, geboren 1912; deportiert 1944; ermordet am 18. Januar 1945 |
|      | Betje Zuidema-Van Adelsbergen        | Groningen                 | Welt-Icon                       | vor 2024      | Betje Zuidema-Van Adelsbergen, geboren 1862; deportiert 1943 in das Durchgangslager Westerbork; ermordet am 20. März 1943 im Vernichtungslager Sobibor                             |
|      | Joseph van Hasselt                   | Groningen                 | 53.199738 6.579078              | Apr. 2024     | Joseph Elias van Hasselt, geboren 1874; deportiert 1942 in das Durchgangslager Westerbork; ermordet am 2. November 1942 im KZ Auschwitz                                            |